# Hirnholzhobel

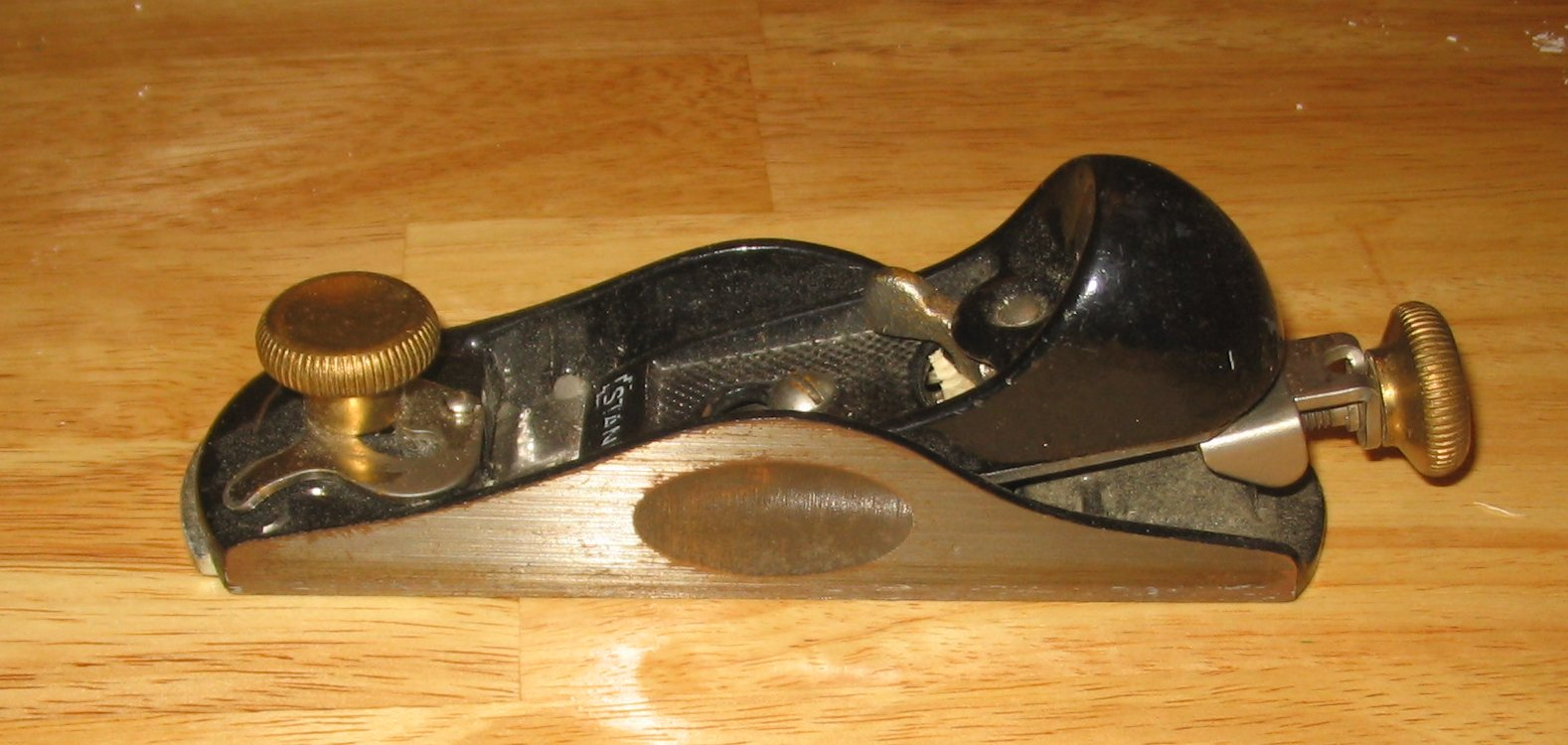
Hirnholzhobel

Der Hirnholzhobel, Bestoßhobel oder Vergatthobel ist ein spezieller Handhobel zur Bearbeitung von Hirnholz. Der Arbeitsvorgang ist, wie bei anderen Hobeln, spanend.
Hirnholzhobel sind aus Metall mit einem Schnittwinkel zwischen 20° und 25°. Im Gegensatz zum normalen Hobelvorgang, der parallel zur Maserung des Holzes erfolgt, wird mit dem Hirnholzhobel quer zum Faserverlauf gearbeitet. Dies erfordert einen stabilen Hobel mit kleinem Schnittwinkel.
Für das Bestoßen von Hirnholz gibt es Stoßladen, in die das Werkstück eingespannt wird. Durch Führung des Hobels auf einer größeren Fläche ermöglichen sie ein genaueres rechtwinkliges Arbeiten und vermindern die Gefahr des Absplitterns von Holz am Ende des Werkstückes.